# Riccardia bipinnatifida
Riccardia bipinnatifida là một loài rêu trong họ Aneuraceae. Loài này được Colenso Hewson mô tả khoa học đầu tiên năm 1970.